# 穰东镇
穰东镇是河南省邓州市下辖的一个镇。全镇面积98.98平方公里，总人口8.2万人，辖28个行政村，3个居委会。穰东镇是医学家張仲景的故乡，规划有中医药文化村，镇内的服装市场也较为有名。先后被评为“全国综合改革试点镇”、“河南省重点镇”、“中州名镇”、“南阳市三星级小城镇”、“小康乡镇”。

## 行政区划
穰东镇下辖以下地区：
草庄村、穰西社区、穰东社区、穰南社区、前庄村、小寨村、翟庄村、霍庄村、邹庄村、郑庄村、葛营村、明寨村、董周村、霍池村、梁庄村、三教村、牛庄村、周楼村、新铺村、房庄村、孙营村、柳庄村、白龙村、泰山庙村、刘顺雨村、高孙村、张拔庄村、张庄村、八里桥村、火星庙村、侯庄村和北王营村。